# Felice Fanetti
Felice Fanetti (Campodolcino, 20 febbraio 1914 – Cremona, 25 aprile 1974) è stato un canottiere italiano, medaglia di bronzo nel due senza ai Giochi olimpici di Londra 1948.

## Biografia
L'equipaggio del due senza con cui vinse la medaglia olimpica a Londra 1948 era composto anche da Bruno Boni. Con lo stesso equipaggio fu bronzo anche ad un'edizione dei campionati europei.

## Palmarès
| Anno | Manifestazione     | Sede      | Evento    | Risultato | Note  |
| ---- | ------------------ | --------- | --------- | --------- | ----- |
| 1948 | Giochi olimpici    | Londra    | Due senza | Bronzo    |       |
| 1949 | Campionati europei | Amsterdam | Due senza | Bronzo    | [ 1 ] |